# Afrodyta z Knidos

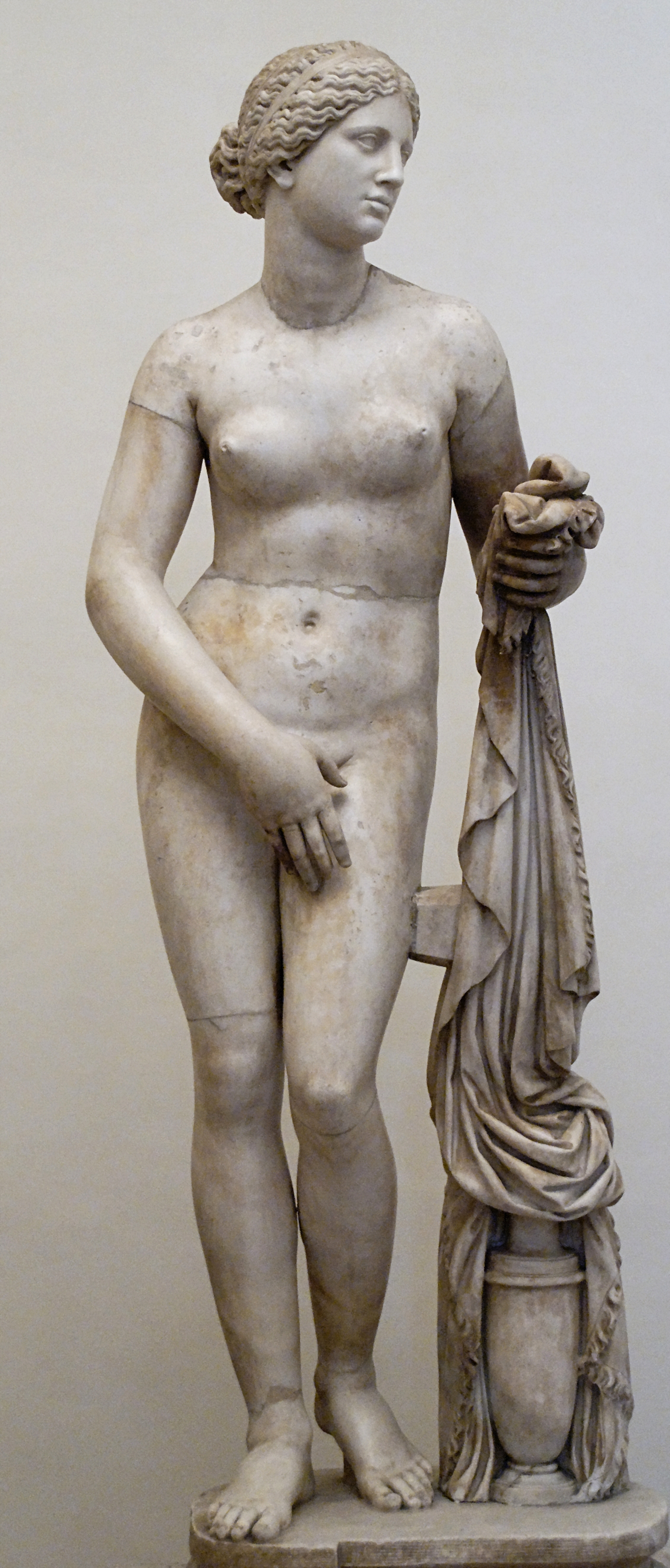
Renesansowa kopia, autorstwa Ippolito Buzzi (1562–1634)

Afrodyta z Knidos – nazwano tak marmurowy posąg bogini Afrodyty dłuta Praksytelesa z ok. 360 roku p.n.e. Pozowała do niego piękna modelka hetera Fryne.Ten sposób przedstawienia Afrodyty nazywa się często Venus pudica (z łac. „skromna Wenus”).Oryginał nie dotrwał do naszych czasów, istnieje jednak wiele kopii.